# Боргорико
Боргорѝко (на италиански: Borgoricco; на венециански: Borgorico) е градче и община в Северна Италия, провинция Падуа, регион Венето. Разположено е на 18 m надморска височина. Населението на общината е 8703 души (към 2014 г.).